# 장 랑글레
장 랑글레(Jean Langlais, 1907년 2월 15일 - 1991년)는 프랑스의 작곡가이자 오르간 연주자이다. 즉흥연주의 대가이다.

## 생애
2세 때 실명하였다. 국립 맹인 학교에 입학한 후 파리시에서 오르간을 배우기 시작했다. 파리 음악원에서 오르간과 함께 즉흥연주와 작곡을 공부했다. 파리 음악원 졸업 후 국립 맹아 학교에 교편을 잡았다.
화려하고 초인적인 성격을 가지고 있었던 것으로 알려져있다.

## 작곡
다작 작가이며, 총 254곡의 음악을 만들었다. 첫 작품도 오르간 곡 (1927년에 발표한 '전주곡과 푸가'), 마지막 곡도 오르간 곡 (1990년의 '트리오')이듯 오르간 음악과 종교 음악으로 유명하지만 일반 기악곡과 실내악도 남겼다.
랑글레의 음악은 조성이 자유로우며 화성은 풍부하고 복잡하다. 가장 유명한 작품으로는 "장엄 미사곡 (Messe Solennelle)"등의 미사곡과 피아노곡 "무궁동 (Mouvement perpétuel )"을 꼽을 수 있다.